# Општина Арандас (Халиско)
Арандас (шп. Arandas) општина је у Мексику у савезној држави Халиско. Општина се налази на надморској висини од 2058 м.

## Становништво
Према подацима из 2010. у општини је живело 72812 становника.

### Хронологија
| Година       | 2000                  | 2005                  | 2010                  |
| ------------ | --------------------- | --------------------- | --------------------- |
| Становништво | 76293 (36176 / 40117) | 80193 (38171 / 42022) | 72812 (35135 / 37677) |

### Попис
| \| \| м \| \| \| ж \| \| 0—2 \| 2.204 \| \| \| 2.081 \| \| 3—5 \| 2.311 \| \| \| 2.240 \| \| 6—11 \| 4.975 \| \| \| 4.849 \| \| 12—14 \| 2.286 \| \| \| 2.316 \| \| 15—17 \| 2.341 \| \| \| 2.221 \| \| 18—24 \| 4.398 \| \| \| 5.116 \| \| 60+ \| 3.005 \| \| \| 3.281 \| \| Просек : \| 27,5 \| \| \| 28,6 \| |       |  |  |       |
| |       |  |  |       |
| | м     |  |  | ж     |
| 0—2 | 2.204 |  |  | 2.081 |
| 3—5 | 2.311 |  |  | 2.240 |
| 6—11 | 4.975 |  |  | 4.849 |
| 12—14 | 2.286 |  |  | 2.316 |
| 15—17 | 2.341 |  |  | 2.221 |
| 18—24 | 4.398 |  |  | 5.116 |
| 60+ | 3.005 |  |  | 3.281 |
| Просек : | 27,5  |  |  | 28,6  |

| #   | Индикатор                                                                                        | Вредност |
| --- | ------------------------------------------------------------------------------------------------ | -------- |
| 1   | Становништво од 0 до 2 године                                                                    | 4285     |
| 2   | Мушко становништво од 0 до 2 године                                                              | 2204     |
| 3   | Женско становништво од 0 до 2 године                                                             | 2081     |
| 4   | Становништво са 3 и више година                                                                  | 68357    |
| 5   | Мушко становништво са 3 и више година                                                            | 32851    |
| 6   | Женско становништво са 3 и више година                                                           | 35506    |
| 7   | Становништво са 5 и више година                                                                  | 65361    |
| 8   | Мушко становништво са 5 и више година                                                            | 31333    |
| 9   | Женско становништво са 5 и више година                                                           | 34028    |
| 10  | Становништво са 12 и више година                                                                 | 53982    |
| 11  | Мушко становништво са 12 и више година                                                           | 25565    |
| 12  | Женско становништво са 12 и више година                                                          | 28417    |
| 13  | Становништво са 15 и више година                                                                 | 49380    |
| 14  | Мушко становништво са 15 и више година                                                           | 23279    |
| 15  | Женско становништво са 15 и више година                                                          | 26101    |
| 16  | Становништво са 18 и више година                                                                 | 44818    |
| 17  | Мушко становништво са 18 и више година                                                           | 20938    |
| 18  | Женско становништво са 18 и више година                                                          | 23880    |
| 19  | Становништво од 3 до 5 година                                                                    | 4551     |
| 20  | Мушко становништво од 3 до 5 година                                                              | 2311     |
| 21  | Женско становништво од 3 до 5 година                                                             | 2240     |
| 22  | Становништво од 6 до 11 година                                                                   | 9824     |
| 23  | Мушко становништво од 6 до 11 година                                                             | 4975     |
| 24  | Женско становништво од 6 до 11 година                                                            | 4849     |
| 25  | Становништво од 8 до 14 година                                                                   | 11175    |
| 26  | Мушко становништво од 8 до 14 година                                                             | 5614     |
| 27  | Женско становништво од 8 до 14 година                                                            | 5561     |
| 28  | Становништво од 12 до 14 година                                                                  | 4602     |
| 29  | Мушко становништво од 12 до 14 година                                                            | 2286     |
| 30  | Женско становништво од 12 до 14 година                                                           | 2316     |
| 31  | Становништво од 15 до 17 година                                                                  | 4562     |
| 32  | Мушко становништво од 15 до 17 година                                                            | 2341     |
| 33  | Женско становништво од 15 до 17 година                                                           | 2221     |
| 34  | Становништво од 18 до 24 године                                                                  | 9514     |
| 35  | Мушко становништво од 18 до 24 године                                                            | 4398     |
| 36  | Женско становништво од 18 до 24 године                                                           | 5116     |
| 37  | Женско становништво од 15 до 49 година                                                           | 20138    |
| 38  | Становништво са 60 и више година                                                                 | 6286     |
| 39  | Мушко становништво са 60 и више година                                                           | 3005     |
| 40  | Женско становништво са 60 и више година                                                          | 3281     |
| 41  | Однос између мушкараца и жена                                                                    | 93.25    |
| 42  | Становништво од нуле до 14 година                                                                | 23262    |
| 43  | Становништво од 15 до 64 године                                                                  | 44924    |
| 44  | Становништво од 65 година и више                                                                 | 4456     |
| 45  | Просечан број деце                                                                               | 2.65     |
| 46  | Становништво рођено у ентитету                                                                   | 67312    |
| 47  | Мушко становништво рођено у ентитету                                                             | 32296    |
| 48  | Женско становништво рођено у ентитету                                                            | 35016    |
| 49  | Становништво рођено у другом ентитету                                                            | 4258     |
| 50  | Мушко становништво рођено у другом ентитету                                                      | 2241     |
| 51  | Женско становништво рођено у другом ентитету                                                     | 2017     |
| 52  | Становништво од 5 година и више резидентно у ентитету у јуну 2005. године                        | 62347    |
| 53  | Мушко становништво старосног доба од 5 година и више, резидентно у ентитету у јуну 2005. године  | 29526    |
| 54  | Женско становништво старосног доба од 5 и више година, резидентно у ентитету у јуну 2005. године | 32821    |
| 55  | Становништво од 5 година и више које је живело у другом ентитету у јуну 2005. године             | 1107     |
| 56  | Мушко становништво старије од 5 година које је живело у другом ентитету у јуну 2005. године      | 560      |
| 57  | Женско становништво старије од 5 година које је живело у другом ентитету у јуну 2005. године     | 547      |
| 58  | Становништво од 3 године и више које говори аутохтони језик                                      | 248      |
| 59  | Мушко становништво старо 3 године и више које говори аутохтони језик                             | 164      |
| 60  | Женско становништво старо 3 године и више које говори аутохтони језик                            | 84       |
| 61  | Становништво од 3 године и више које говори аутохтони језик и не говори шпански језик            | 2        |
| 62  | Мушко становништво старо 3 године и више које говори аутохтони језик и не говори шпански         | 2        |
| 63  | Женско становништво старо 3 године и више које говори аутохтони језик и не говори шпански језик  | 0        |
| 64  | Становништво старо 3 године и више које говори аутохтони језик и шпански                         | 121      |
| 65  | Мушко становништво старо 3 године и више које говори аутохтони језик и шпански                   | 84       |
| 66  | Женско становништво старо 3 године и више које говори аутохтони језик и шпански                  | 37       |
| 67  | Становништво од 5 година и више које говори аутохтони језик                                      | 240      |
| 68  | Становништво од 5 година и више које говори аутохтони језик и не говори шпански језик            | 1        |
| 69  | Становништво од 5 година и више које говори аутохтони језик и говори шпански језик               | 118      |
| 70  | Становништво у домородачким домаћинствима                                                        | 506      |
| 71  | Становништво са ограничењима у активностима                                                      | 3098     |
| 72  | Становништво са ограниченим ходањем или кретањем, горе или доле                                  | 1793     |
| 73  | Становници са ограничењима вида, чак и уз кориштење сочива                                       | 569      |
| 74  | Становништво са ограничењима говора, комуникације или конверзације                               | 289      |
| 75  | Становништво са ограниченим слухом                                                               | 305      |
| 76  | Становништво са ограничењима при одевању, купању или јелу                                        | 176      |
| 77  | Становништво са ограничењима у опажању или учењу једноставних ствари                             | 151      |
| 78  | Становништво са менталним ограничењима                                                           | 463      |
| 79  | Становништво без ограничења активности                                                           | 69234    |
| 80  | Становништво од 3 до 5 година које не похађа школу                                               | 2146     |
| 81  | Мушко становништво од 3 до 5 година које не похађа школу                                         | 1093     |
| 82  | Женско становништво од 3 до 5 година које не похађа школу                                        | 1053     |
| 83  | Становништво од 6 до 11 година које не похађа школу                                              | 310      |
| 84  | Мушко становништво од 6 до 11 година које не похађа школу                                        | 175      |
| 85  | Женско становништво од 6 до 11 година које не похађа школу                                       | 135      |
| 86  | Становништво од 12 до 14 година које не похађа школу                                             | 710      |
| 87  | Мушко становништво од 12 до 14 година које не похађа школу                                       | 404      |
| 88  | Женско становништво од 12 до 14 година које не похађа школу                                      | 306      |
| 89  | Становништво од 15 до 17 година похађа школу                                                     | 2449     |
| 90  | Мушко становништво од 15 до 17 година похађа школу                                               | 1144     |
| 91  | Женско становништво између 15 и 17 година живота у школи                                         | 1305     |
| 92  | Становништво од 18 до 24 године похађа школу                                                     | 1730     |
| 93  | Мушко становништво од 18 до 24 године похађа школу                                               | 782      |
| 94  | Женско становништво од 18 до 24 године похађа школу                                              | 948      |
| 95  | Становништво од 8 до 14 година које не може да чита и пише                                       | 367      |
| 96  | Мушко становништво старосног доба од 8 до 14 година које не може да чита и пише                  | 243      |
| 97  | Женско становништво старосног доби од 8 до 14 година које не може да чита и пише                 | 124      |
| 98  | Становништво од 15 година и више које је неписмено                                               | 4689     |
| 99  | Мушко становништво од 15 година и више које је неписмено                                         | 2110     |
| 100 | Женско становништво од 15 година и више које је неписмено                                        | 2579     |
| 101 | Становништво старо 15 и више година без школовања                                                | 5879     |
| 102 | Мушко становништво старо 15 и више година без школовања                                          | 2689     |
| 103 | Женско становништво старо 15 и више година без школовања                                         | 3190     |
| 104 | Становништво старосног доба 15 и више година са непотпуним основним образовањем                  | 10139    |
| 105 | Мушко становништво старосног доба од 15 година и више са непотпуном основним образовањем         | 5230     |
| 106 | Женско становништво старосног доба 15 и више година са непотпуном основним образовањем           | 4909     |
| 107 | Становништво старо 15 и више година са комплетним основним образовањем                           | 10831    |
| 108 | Мушко становништво старо 15 година и више са комплетним основним образовањем                     | 5287     |
| 109 | Женско становништво старо 15 и више година са комплетним основним образовањем                    | 5544     |
| 110 | Становништво старосног доба 15 и више година са непотпуним средњим образовањем                   | 2675     |
| 111 | Мушко становништво старосног доба од 15 година и више са непотпуним средњим образовањем          | 1441     |
| 112 | Женско становништво старосног доба од 15 година и више са непотпуним средњим образовањем         | 1234     |
| 113 | Становништво старо 15 и више година са пуним секундарном образовањем                             | 8832     |
| 114 | Мушко становништво старосног доба од 15 година и више са пуним секундарном образовањем           | 3748     |
| 115 | Женско становништво старосног доба од 15 година и више са пуним секундарном образовањем          | 5084     |
| 116 | Становништво старије од 18 година са постосновним образовањем                                    | 9670     |
| 117 | Мушко становништво старије од 18 година са постосновним образовањем                              | 4354     |
| 118 | Женско становништво старије од 18 година са постосновним образовањем                             | 5316     |
| 119 | Просечна оцена школовања                                                                         | 6.84     |
| 120 | Просечан ниво образовања мушке популације                                                        | 6.73     |
| 121 | Просечан ниво образовања женског становништва                                                    | 6.93     |
| 122 | Економски активно становништво                                                                   | 30287    |
| 123 | Економски активна мушка популација                                                               | 20274    |
| 124 | Економски активна женска популација                                                              | 10013    |
| 125 | Становништво које није економски активно                                                         | 23227    |
| 126 | Мушко становништво које није економски активно                                                   | 5001     |
| 127 | Женско становништво које није економски активно                                                  | 18226    |
| 128 | Запослено становништво                                                                           | 29096    |
| 129 | Запослено мушко становништво                                                                     | 19338    |
| 130 | Запослено женско становништво                                                                    | 9758     |
| 131 | Незапослена популација                                                                           | 1191     |
| 132 | Незапослена мушка популација                                                                     | 936      |
| 133 | Незапослена женска популација                                                                    | 255      |
| 134 | Становништво без права на здравствене услуге                                                     | 34327    |
| 135 | Становништво које има право на здравствене услуге                                                | 38188    |
| 136 | Становништво које има право на ИМСС                                                              | 18419    |
| 137 | Становништво које има право на социјално осигурање                                               | 1711     |
| 138 | Становништво које има право на државно социјално осигурање                                       | 46       |
| 139 | Становништво које има право на опште осигурање или здравствено осигурање за нову генерацију      | 16769    |
| 140 | Становништво које је било једном или није било у браку током 12 година и више                    | 21459    |
| 141 | Венчано или уједињено становништво од 12 година и више                                           | 29230    |
| 142 | Становништво које је било у браку или уједињено 12 година и више                                 | 3177     |
| 143 | Становништво са католичком религијом                                                             | 71659    |
| 144 | Протестанти, еванђелисти и библијски следбеници различити од еванђелиста                         | 582      |
| 145 | Становништво са другим религијама различитим од претходних                                       | 9        |
| 146 | Становништво без религије                                                                        | 173      |
| 147 | Укупно пописаних домаћинства                                                                     | 17986    |
| 148 | Пописна домаћинства на челу са мушкарцима                                                        | 14391    |
| 149 | Пописна домаћинства на челу са женама                                                            | 3595     |
| 150 | Становништво у пописним домаћинствима                                                            | 72538    |
| 151 | Становништво у пописним домаћинствима на челу са мушкарцима                                      | 61209    |
| 152 | Становништво у пописним домаћинствима на челу са женама                                          | 11329    |
| 153 | Укупно домаћинстава                                                                              | 23935    |
| 154 | Укупно насељених домаћинстава                                                                    | 18033    |
| 155 | Укупно приватних кућа                                                                            | 23888    |
| 156 | Насељени приватни домови                                                                         | 17986    |
| 157 | Укупно насељених приватних кућа                                                                  | 18024    |
| 158 | Ненасељене приватне куће                                                                         | 3515     |
| 159 | Појединачна домаћинства за привремену употребу                                                   | 2387     |
| 160 | Становници у насељеним приватним кућама                                                          | 72538    |
| 161 | Насељеност станара у приватним становима                                                         | 4.03     |
| 162 | Просечно становника по соби у приватним насељеним домаћинствима                                  | 1.01     |
| 163 | Појединачна домаћинства са подовима од различитих материјала од земље                            | 17703    |
| 164 | Појединачна домаћинства у приземљу                                                               | 195      |
| 165 | Појединачна домаћинства са једном спаваћом собом                                                 | 5258     |
| 166 | Појединачна домаћинства са две спаваће собе и више                                               | 12668    |
| 167 | Појединачна домаћинства са једним собом                                                          | 304      |
| 168 | Појединачна домаћинства са две собе                                                              | 1897     |
| 169 | Појединачна домаћинства са 3 собе и више                                                         | 15714    |
| 170 | Појединачна домаћинства која имају електрично светло                                             | 17766    |
| 171 | Појединачна домаћинства која немају електрично светло                                            | 183      |
| 172 | Појединачна домаћинства која имају водоводну воду у стамбеном простору                           | 16186    |
| 173 | Појединачна домаћинства која немају водоводну воду у стамбеном простору                          | 1731     |
| 174 | Појединачна домаћинства која имају тоалет                                                        | 17423    |
| 175 | Појединачна домаћинства која имају канализацију                                                  | 17341    |
| 176 | Појединачна домаћинства која немају канализацију                                                 | 562      |
| 177 | Појединачна домаћинства која имају електрично светло, довод воде из јавне мреже и канализацију   | 15882    |
| 178 | Појединачна домаћинства без икаквих услова                                                       | 133      |
| 179 | Појединачна домаћинства која имају радио                                                         | 14314    |
| 180 | Појединачна домаћинства која имају телевизор                                                     | 17389    |
| 181 | Појединачна домаћинства која имају фрижидер                                                      | 15962    |
| 182 | Појединачна домаћинства која имају машину за веш                                                 | 14952    |
| 183 | Појединачна домаћинства која имају аутомобил или комби                                           | 11406    |
| 184 | Појединачна домаћинства која имају рачунар                                                       | 4433     |
| 185 | Појединачна домаћинства која имају фиксну телефонску линију                                      | 6516     |
| 186 | Појединачна домаћинства која имају мобилни телефон                                               | 13345    |
| 187 | Појединачна домаћинства која имају приступ интернету                                             | 2665     |